# Commission nationale des droits de l'homme et des libertés fondamentales
Pour les articles homonymes, voir Commission nationale des droits de l'Homme (homonymie).
La Commission nationale des droits de l'homme et des libertés fondamentales (CNDHLF) dans l'Etat ouest-africain du Niger est une institution chargée d'enquêter sur les violations des droits de l'homme et de conseiller le gouvernement du Niger sur les questions relatives à ces droits. Elle est membre du Réseau des institutions nationales africaines des droits de l'homme et est accréditée auprès des Nations unies par le Comité international de coordination des institutions nationales des droits de l'homme (CIC).

## Rôle constitutionnel
L’article 33 de la Constitution nigérienne de 1999 a créé une commission officielle chargée d’enquêter et de signaler les violations des droits de l'homme. Ses membres sont élus parmi plusieurs associations de défense des droits humains, organes juridiques et bureaux gouvernementaux, qui forment le Comité.
Le Comité est composé de 19 membres, élus pour un mandat de trois ans par divers organes définis dans la Constitution. Il ne dispose pas de pouvoir répressif, il ne peut pas ordonner des arrestations, mais il peut enquêter sur les abus de sa propre initiative ou lorsqu'il est saisi par une victime. Il doit rendre des comptes au président de la République.

## Création
L'article créateur de la Commission des droits de l'homme a été inscrit, pour la première fois, dans la Constitution de 1996, texte fondateur de la Quatrième République du Niger, et sa création a été promulguée par le décret 98-55 du 29 décembre 1998. Cependant, la création de la Commission a été interrompue par le renversement et l'assassinat le 9 avril 1999 du président Ibrahim Baré Maïnassara, entraînant la fin de la IVe République. La constitution de juillet 1999 de la Cinquième République du Niger a réintroduit un libellé identique concernant la Commission des droits de l'homme.
La commission a été créée pour la première fois en mars 2000. Cette même année, elle a publié ce que les États-Unis ont appelé « un rapport crédible et bien documenté » sur le cas de deux sergents de l'armée, qui ont disparu après avoir été arrêtés par d'autres soldats pour leur implication présumée dans l'enlèvement et la disparition, en juin 2000, du major Djibrilla Hima, commandant du seul escadron de blindés de l'armée nigérienne. Fin mai 2001, les 18 autres soldats arrêtés pour participation présumée à l'enlèvement ont été libérés en attendant une enquête plus approfondie; cependant, on ne sait pas si des mesures ont été prises contre les soldats qui auraient battu et torturé 3 des soldats détenus en 2000.
Au cours de sa première année, la Commission a également publié un rapport concluant que le Gouvernement avait violé les lois et règlements concernant les chefs traditionnels en expulsant le sultan de Zinder. Par la suite, le gouvernement a tenté de modifier la composition de la Commission en 2001, sans succès en raison d'une opposition d'une partie de la société civile. En 2002, elle est cependant restructurée pour inclure une plus grande représentation gouvernementale en ajoutant des fonctionnaires des ministères de la Justice, de l'Intérieur, du Développement social et du Travail à la Commission et en réduisant la représentation des organisations de la société civile.

## Présidence de Garba Lompo
Garba Lompo a été élu président de la commission en 2001 et réélu en 2004. Son mandat a été marqué par des critiques étrangères du travail de la commission.
Lorsque Timidria, un groupe anti-esclavagiste, a tenté d'organiser une cérémonie de libération de 7000 esclaves à Inatès début 2005, le CNDHLF a déclaré que le groupe devrait plutôt qualifier la cérémonie de « campagne de sensibilisation du public et de vulgarisation de la loi criminalisant les pratiques esclavagistes ». Lors de la cérémonie, qui s'est tenue les 4 et 5 Mars 2005, le président de la Commission, Garba Lompo, a déclaré que « toute tentative visant à libérer les esclaves dans le pays [demeurait] illégale et inacceptable » ; il a également déclaré que « toute personne célébrant la libération d'un esclave [serait] punie par la loi ». 
Dans son rapport rendu public le 28 avril 2005, le CNDHLF a déclaré que l'esclavage n'existait pas dans la région et a accusé ceux qui répandaient les «rumeurs» d'esclavage de travailler secrètement pour «ternir l'image du pays» et dissuader les donateurs. Dans ses recommandations, le rapport appelait à l'arrestation des dirigeants de Timidria (deux d'entre eux ont été arrêtés le jour de la publication du rapport), à la dissolution de l'organisation et au gel de ses comptes bancaires. Garba Lombo a également exhorté le ministère de l'Intérieur à « assurer un suivi plus régulier des activités des ONG et des associations dans le pays ».
Plus tard en 2005, Garba Lompo a déclaré que « l' esclavage n'existe pas » au Niger car les relations sociales restantes qui pouvaient être classées comme esclavage seraient en fait des arrangements volontaires, basés sur la tradition, et perpétués parce que les esclaves se sentaient « à l'aise avec le maître ».
Après l'enlèvement d'Ali Madou, vice-président du CNDHLF, par les rebelles touaregs à la mi-mai 2008, Lompo a appelé les rebelles à libérer Madou immédiatement et sans conditions.
En 2007, la Commission fonctionnait sans ingérence du gouvernement mais manquait de ressources. Elle était donc généralement considérée comme inefficace et émettait peu de rapports ou de recommandations. De nouvelles élections eurent lieu mais la controverse sur le processus de sélection s'est poursuivie, les représentants de deux associations de défense des droits de l'homme se disputant leur participation. Le gouvernement a tenté de négocier mais l'un des groupes a demandé l'arbitrage de la Cour suprême, tandis que des représentants de l'autre groupe avaient obtenu des sièges au sein de la commission.
En 2008, Garba Lompo est exclu de la Commission en raison de la limite de deux mandats.

## Présidence de Mamoudou Djibo
Après l'exclusion du président Lompo, une nouvelle direction de la Commission est élue le 4 septembre 2008. Mamoudou Djibo, universitaire, est élu au poste de président de la Commission ; Aissata Adamou Zakaria, ancienne magistrate, est élue vice-présidente; Anne Marie Douramane, juriste, est élue rapporteur général; Oumarou Lalo Keita, journaliste, est élu rapporteur adjoint et l'ancien ambassadeur Boubacar Bello est élu trésorier.